# 周防久保駅
周防久保駅（すおうくぼえき）は、山口県下松市大字河内にある、西日本旅客鉄道（JR西日本）岩徳線の駅である。

## 歴史
- 1934年（昭和9年）
  - 3月28日：鉄道省岩徳西線周防花岡駅 - 高水駅間延伸により開設[1]。
    - 当時の所在地表示は山口県都濃郡久保村大字河内であった[1]。

  - 12月1日：岩徳西線が山陽本線麻里布駅（現・岩国駅） - 櫛ケ浜駅間の新線として組込まれ、当駅もその所属となる[2]。
- 1944年（昭和19年）10月11日：山陽本線岩国駅 - 櫛ケ浜駅間が元の柳井駅経由に戻されたため、岩徳線所属となる[2]。
- 1961年（昭和36年）11月1日：貨物取扱廃止[1]。
- 1982年（昭和57年）3月10日：荷物扱い廃止[3]。無人駅化[4]（簡易委託駅化）。
- 1987年（昭和62年）4月1日：国鉄分割民営化により、JR西日本の駅となる[1]。

## 駅構造

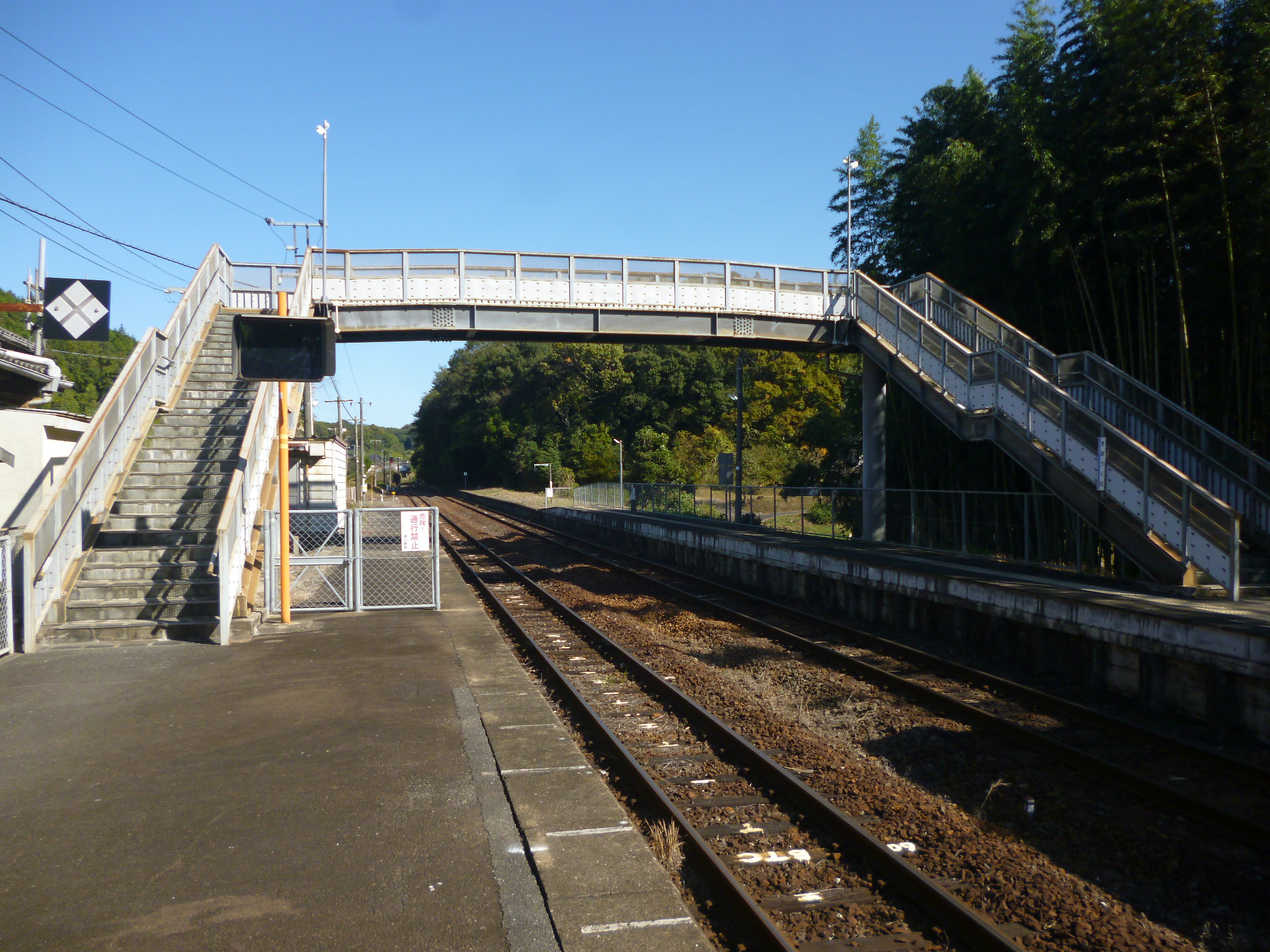
ホームと跨線橋（2022年5月、玖珂・岩国方面から）

相対式ホーム2面2線を有する地上駅で、列車交換が行われている。徳山駅管理の無人駅。上りホーム側に駅舎があり、互いのホームは跨線橋で連絡している。

### のりば
| ホーム | 路線    | 方向 | 行先             |
| ------ | ------- | ---- | ---------------- |
| 駅舎側 | ■岩徳線 | 上り | 玖珂・岩国方面   |
| 反対側 | ■岩徳線 | 下り | 櫛ケ浜・徳山方面 |

※案内上ののりば番号は設定されていない。

## 利用状況
1日平均乗車人員は以下の通り。
| 乗車人員推移 | 乗車人員推移 |
| 年度         | 1日平均人数  |
| ------------ | ------------ |
| 1999         | 190          |
| 2000         | 176          |
| 2001         | 168          |
| 2002         | 137          |
| 2003         | 137          |
| 2004         | 140          |
| 2005         | 141          |
| 2006         | 132          |
| 2007         | 139          |
| 2008         | 135          |
| 2009         | 136          |
| 2010         | 134          |
| 2011         | 127          |
| 2012         | 119          |
| 2013         | 102          |
| 2014         | 90           |
| 2015         | 89           |
| 2016         | 85           |
| 2017         | 83           |
| 2018         | 65           |
| 2019         | 72           |
| 2020         | 59           |
| 2021         | 53           |
| 2022         | 65           |

## 駅周辺
- 下松市立久保小学校
- 下松市立久保中学校
- 下松市立東陽小学校
- 下松東陽郵便局
- 下松久保簡易郵便局
- 国道2号
- 防長バス「久保駅前」停留所

## バス路線
「久保駅前」停留所にて、防長交通による以下の路線が発着する。
- 快速：徳山駅前 / 岩国駅前
- 32-110：徳山駅前 / 兼清
- 33-110・33-110（B）・33-110（C）：徳山駅前 / ゆめプラザ熊毛
- 下松駅前 / ゆめプラザ熊毛

## 隣の駅
西日本旅客鉄道（JR西日本）
■岩徳線
大河内駅 - 周防久保駅 - 生野屋駅